# Hallesche Schule
Die Hallesche Schule bezeichnet eine Strömung der modernen Malerei der 1940er bis 1950er Jahre, die von Halleschen Malern geprägt wurde, die unter dem starken Einfluss der Künstler Charles Crodel und Erwin Hahs standen, die seit 1927 und 1918 Professoren für Malerei an der Kunsthochschule Burg Giebichenstein in Halle (Saale) waren.

## Ursprünge
Die Maler der Halleschen Schule sind durch die Bildsprache der Lehrer Charles Crodel und Erwin Hahs geprägt worden.
1949 schreibt Fritz Löffler: „In Halle reifen eine Reihe beachtenswerter Talente, die aus der Schule Giebichenstein hervorwuchsen. Crodel als Schulhaupt ist eine dekorative Begabung, der einen großen Reichtum an Phantasie sein eigen nennt.“
Hinzu kam, dass mit dem Ende des Zweiten Weltkriegs zahlreiche dem Bauhaus zugewandte Lehrer aus dem stark zerbombten Dessau in das 40 Kilometer entfernte unversehrte Halle an die Kunstschule Burg Giebichenstein wechselten.
1947 zogen viele Künstler in die ursprünglich als Lazarett erbauten und zum Teil als Unterkunft für Künstlerfamilien genutzten Baracken in die Fischer-von-Erlach-Straße in Halle. Dort entstand aus dem regen Austausch die Künstlervereinigung die „Fähre“. Helmut Schröder, Fritz Freitag, Karl Erich Müller und Otto Müller waren die Hauptakteure der Fähre, die unter der Leitung von Fritz Baust stand. Die Künstler beteiligten sich an den von der Fähre angeregten Ausstellungen mit Landschaften, Tier- und Aktzeichnungen, die öfter in der Galerie Henning stattfanden.
Willi Sitte war seit 1947 ein wichtiger Vertreter der eigenwilligen Kunstszene, die nicht staatskonform malte und auf Unabhängigkeit von Staat und den Funktionären beharrte. Der Einfluss Crodels und Hahs' in dieser vereinfachten, zeichenhaften, trotzdem aber noch figürlichen Bildsprache ist den Arbeiten dieser Zeit deutlich. Die beiden Lehrer hatten unterschiedliche Kunstauffassungen, welche sich auf ihre Klassen und die jungen Maler, die zumeist durch den Krieg desillusioniert waren, übertrugen. Das schlug sich in den Themen nieder: Gaukler, Artisten, Zirkusleute symbolisierten das Suchen nach Balance. Mit diesen Sujets konnten Sinnbilder für das Leben geschaffen werden. Diese Welt der Gaukler ist oft melancholisch dargestellt, unterstützt durch eine besondere Farbigkeit. Das typische Hallesche Grau überwiegt und wertet damit die Qualität der leuchtenden Farben auf. Bedeutende Vertreter, denen das sogenannte Hallesche Grau zugeordnet werden kann, sind Herbert Kitzel und Hermann Bachmann.
Zitat Dorit Litt aus dem Katalog „Verfemte Formalisten“ (zur Grau-in-Grau-Malerei): „In ihrer Noblesse drückte diese Malerei damals eine Melancholie aus, die in zahlreichen Kritiken moniert wurde.“

## Vertreter
Die hallesche Malerei nach 1945 war eine Nachkriegsmoderne, beeinflusst von der Verarbeitung des Expressionismus. Einige der Künstler verließen infolge der dogmatischen kulturpolitischen Diskussionen der 1950er Jahre die DDR. Andere gingen in eine Art innerer Emigration. Willi Sitte war später maßgeblich an der Auflockerung des geforderten sozialistischen Einheitsstils beteiligt.
- Hermann Bachmann
- Fritz Baust
- Kurt Bunge
- Charles Crodel
- Fritz Freitag
- Erwin Hahs
- Richard Horn
- Clemens Kindling
- Herbert Kitzel
- Ulrich Knispel
- Herbert Lange
- Karl Erich Müller
- Otto Müller
- Otto Möhwald
- Dieter Näthe
- Werner Rataiczyk[2]
- Tom Reichelt
- Karl Rödel
- Fritz Rübbert
- Helmut Schröder
- Jochen Seidel
- Willi Sitte
- Meinolf Splett
- Fritz Stehwien
- Karl Völker
- Hannes H. Wagner
- Hubert Wittmann
- Klaus von Woyski

## Stilistik
Die Beschäftigung mit dem Expressionismus und der klassischen Moderne ist vielen Bildern der halleschen Maler seit 1945 eigen. Das war nicht auf der ideologischen Linie der DDR. Die Darstellung ist oft in einfachen, klaren Formen mit der Bauhaus-Auffassung verwandt. Es wird auch abstrahiert. Die Wege der Lehrer und die Beschäftigung mit der Moderne werden unterschiedlich von Künstler zu Künstler variiert. So ergeben sich unterschiedliche künstlerische Wege, deren Ursprünge schwer sichtbar sind. Es ist nicht ein einheitlicher Malstil zuzuordnen, trotzdem waren sich die Maler einig in ihrem Wollen und in ihrer Auffassung. Es bildete sich eine interessante Szene, die durch den Formalismusstreit seit 1948 in den 1950er Jahren viele interessante Künstler verlor.
Der Begriff „Hallesche Schule“ beschreibt eine bestimmte regionale Auffassung, nach dem Zweiten Weltkrieg die Klassische Moderne fortzuführen und weiterzuentwickeln. Die Hallesche Schule geht zeitlich der bekannten Leipziger Schule voraus, die seit den 1960er Jahren in der Nachbarstadt für Aufmerksamkeit sorgte. Viele beispielhafte Werke der genannten Vertreter finden sich in den Sammlungsbeständen des Kunstmuseums Moritzburg Halle (Saale) und sind in dessen permanenter Sammlungspräsentation „Wege der Moderne. Kunst in Deutschland im 20. Jahrhundert“ ausgestellt.